# Cistercian Publications
Cistercian Publications ist ein katholischer Verlag in Kalamazoo, Michigan, Vereinigte Staaten.

## Geschichte
Der Verlag begann 1968 mit der Publikation englischer Übersetzungen früher zisterziensischer (und ähnlicher) Texte. Von 1973 bis 2010 war er Hausverlag des 1973 gegründeten Institute of Cistercian Studies der Western Michigan University in Kalamazoo, das 2010 in das Center for Cistercian and Monastic Studies überging. Das Verlagsprogramm verteilt sich heute auf drei Publikationsreihen: Cistercian Fathers (Zisterzienserväter, mit Übersetzungen männlicher und weiblicher Autoren), Cistercian Studies (Zisterzienserforschung, mit wissenschaftlichen Abhandlungen), sowie Monastic Wisdom (Klösterliche Spiritualität). Der Vertrieb erfolgt über Liturgical Press, Saint John’s Abbey, in Collegeville, Minnesota.